# نحن سوريون
نحن سوريون هي مذكرات سيرة ذاتية بقلم سنا مصطفى، ونائلة الأطرش، ورضوان زيادة. نشر الكتاب في عام 2017 عن مطبعة جامعة نيو أورليانز وحرره آدم برافر وآبي ديفوف. عمل كلا المحررين في شبكة العلماء المعرضين للخطر. الكتاب هو الرابع في سلسلة منشورات مطبعة جامعة نيو أورليانز بعنوان "الصمت المكسور".

## حبكة
يوثق الكتاب حياة ثلاثة أجيال من المعارضين السوريين. يبدأ الأمر بالمخرجة المسرحية نائلة الأطرش، التي عادت إلى سوريا بعد دراستها في بلغاريا لتنظيم المسرح السياسي. والأطرش هي حفيدة سلطان باشا الأطرش البطل العسكري الشهير في الثورة السورية الأولى.
الجزء الثاني من الكتاب يدور حول رضوان زيادة الذي نشأ في سوريا التي كانت خاضعة لسيطرة الرئيس بشار الأسد. في الأصل كان طبيب أسنان، ثم أصبح زيادة مثقفاً شارك في ربيع دمشق عام 2000.
الجزء الثالث يتبع قصة سنا مصطفى. وهي طالبة جامعية في دمشق، تشارك في الاحتجاجات السلمية ضد حكومة بشار الأسد. أثناء وجودها في برنامج تبادل تعليمي في الولايات المتحدة الأمريكية، تصلها عبر رسالة نصية بأن والدها محتجز وأن عائلتها تريد الفرار إلى تركيا. تتقدم بطلب للحصول على اللجوء السياسي في الولايات المتحدة الأمريكية وتحصل عليه وتكمل تعليمها في كلية بارد.

## أسلوب الكتابة
قدم الكتاب على شكل رواية بضمير المتكلم جمعت من خلال سلسلة من المقابلات.

## روابط خارجية
- الموقع الرسمي
- شبكة العلماء في خطر